# Erik Pedroza
Erik Adrián Pedroza Guerrero (nacido el 11 de abril de 1994, en Monterrey, Nuevo León) es un futbolista mexicano que juega en la posición de defensa. Su equipo actual son los Cimarrones de Sonora de la Liga de Ascenso de México.

## Trayectoria
Erik Pedroza es un jugador surgido de las fuerzas básicas de los Tigres de la Universidad Autónoma de Nuevo León.
En 2013 fue transferido al Club Universidad Nacional. 
Debutó en el Ascenso MX con los Correcaminos de la UAT el 3 de octubre de 2014 en la derrota de 2-1 contra el Atlante.
Durante la ceremonia de draft del Apertura 2015 llevado a cabo en Cancún, Quintana Roo, se anunció su arribo a los Gallos Blancos de Querétaro, subcampeones de la Liga MX.
En el draft del Apertura 2016, se anuncia que jugará con los Cimarrones de Sonora del Ascenso MX.

## Clubes
| Club                      | País   | Año             |
| ------------------------- | ------ | --------------- |
| Club Universidad Nacional | México | 2013 - 2014     |
| Correcaminos de la UAT    | México | 2014 - 2015     |
| Querétaro F.C.            | México | 2015 - 2016     |
| Cimarrones de Sonora      | México | 2016 - Presente |